# Alex Kidd BMX Trial
Alex Kidd BMX Trial је тркачка игра за Sega Master System издата само за јапанско тржиште 1987. године. 